# Le Thoronet
Le Thoronet är en kommun i departementet Var i regionen Provence-Alpes-Côte d'Azur i sydöstra Frankrike. Kommunen ligger i kantonen Lorgues som tillhör arrondissementet Draguignan. År 2022 hade Le Thoronet 2 636 invånare.

## Befolkningsutveckling
Antalet invånare i kommunen Le Thoronet
| Referens: INSEE |